# 小行星4904
小行星4904（英語：4904 Makio）是一颗围绕太阳公转的小行星。1989年11月21日，水野義兼、古田俊正在可儿市发现了此天体。
这颗小行星的绝对星等为266.5497353468261等。